# Ministres de Louis XIII
Royaume de France 
 monarchie absolue
Ministres de Henri IV Ministres de Louis XIV
Ministres de Louis XIII de 1610 au 14 mai 1643 :
- Ministre Principal :
  - 29 avril 1624 – 4 décembre 1642 : Armand Jean du Plessis de Richelieu ;
  - 4 décembre 1642 – 14 mai 1643 : Jules Mazarin.

- Secrétaire d'État à la Maison du Roi :
  - 1588 – 1613 : Martin Ruzé de Beaulieu ;
  - 1606 – 1638 : Antoine de Loménie de La Ville-aux-Clercs ;
  - 1615 – 1643 : Henri-Auguste de Loménie.

- Secrétaire d'État des Affaires étrangères :
  - 30 décembre 1594 – 9 août 1616 : Nicolas IV de Neufville de Villeroy ;
  - 30 novembre 1616 – 24 avril 1617 : Armand Jean du Plessis de Richelieu ;
  - 24 avril 1617 – 11 mars 1626 : Pierre Brûlart, marquis de Sillery ;
  - 11 mars 1626 – 2 mai 1629 : Raymond Phélypeaux d'Herbault ;
  - 2 mai 1629 – 18 mars 1632 : Claude Bouthillier ;
  - 18 mars 1632 – 23 juin 1643 : Léon Bouthillier.

- Secrétaire d'État de la Guerre :
  - 1er janvier 1589 – 1613 : Martin Ruzé de Beaulieu ;
  - 1er janvier 1589 – 1613 : Nicolas IV de Neufville de Villeroy ;
  - 4 mars 1606 – 1616 : Nicolas Brûlart de Sillery, seigneur, puis marquis de Sillery ;
  - 4 mars 1606 – 1616 : Claude Mangot ;
  - 1616 – 1617 : Armand Jean du Plessis de Richelieu ;
  - 1617 – 1624 : Nicolas Brûlart de Sillery, seigneur, puis marquis de Sillery ;
  - 5 février 1624 – 1630 : Charles Le Beauclerc, seigneur d'Hacheres et de Rougemont ;
  - 11 décembre 1630 – 1636 : Abel Servien ;
  - 12 février 1636 – 1643 : François Sublet des Noyers ;
  - 13 avril 1643 – 1651 : Michel Le Tellier.

- Secrétaire d'État de la Marine :
  - 15 septembre 1588 – 6 novembre 1613 : Martin Ruzé de Beaulieu ;
  - 7 novembre 1613 – 10 août 1615 : Antoine de Loménie de La Ville-aux-Clercs ;
  - 13 juillet 1615 – février 1643 : Henri-Auguste de Loménie ;
  - 23 mars 1643 – 1662 : Henri du Plessis-Guénégaud, marquis de Plancy.

- Secrétaire d'État de la Religion prétendue réformée :
  - 1610 – 1621 : Paul Phélypeaux de Pontchartrain ;
  - 1621 – 1629 : Raymond Phélypeaux d'Herbault ;
  - 1629 – 1681 : Louis Ier Phélypeaux de La Vrillière.

- Garde des sceaux de France :
  - 1604-1624 : Nicolas Brûlart de Sillery ;
  - 23 septembre 1622 – 21 janvier 1623 : Louis Lefèvre de Caumartin ;
  - 23 janvier 1623 – 2 janvier 1624 : Nicolas Brûlart de Sillery ;
  - 6 janvier 1624 – 31 mai 1626 : Étienne Ier d'Aligre ;
  - 1er juin 1626 – 12 novembre 1630 : Michel de Marillac ;
  - 14 novembre 1630 – 25 février 1633 : Charles de L'Aubespine ;
  - 28 février 1633 – 19 décembre 1635 : Pierre Séguier ;
  - 19 décembre 1635 – 14 mai 1643 : Pierre Séguier.

- Chancelier de France :
  - 10 septembre 1607 – mai 1616 : Nicolas Brûlart de Sillery (chancelier) ;
  - 25 avril 1617 – 2 août 1621 : Guillaume du Vair (chancelier) ;
  - 3 août 1621 – 15 décembre 1621 : Charles d'Albert, duc de Luynes (chancelier) ;
  - 23 janvier 1623 – 18 décembre 1635 : Étienne Ier d'Aligre (chancelier) ;
  - 19 décembre 1635 – 1er mars 1650 : Pierre Séguier (chancelier).

- Grand chambellan de France :
  - 1596 – 1621 : Henri de Mayenne ;
  - 1621 – 1643 : Claude de Lorraine.

- Connétable de France :
  - août 1621 - décembre 1621 : Charles d'Albert, duc de Luynes ;
  - juillet 1622 - 1626 : François de Bonne de Lesdiguières.

- Surintendant des finances :
  - 1597 – 1611 : Maximilien de Béthune, duc de Sully ;
  - janvier 1611 – 1616 : Conseil de trois directeurs : Guillaume de L'Aubespine, Pierre Jeannin et Jacques-Auguste de Thou ;
  - 1616 – 1617 : Claude Barbin ;
  - 1617 – 1619 : Pierre Jeannin ;
  - septembre 1619 – 1622 : Henri de Schomberg ;
  - janvier 1623 – 1624 : Charles de La Vieuville ;
  - août 1624 – janvier 1626 : Jean Bochart, seigneur de Champigny ;
  - août 1624 – juin 1626 : Michel de Marillac ;
  - 1626 : François Sublet des Noyers ;
  - juin 1626 – 1632 : Antoine Coëffier de Ruzé d'Effiat ;
  - juillet 1632 – 1640 : Claude de Bullion ;
  - juillet 1632 – 10 juin 1643 : Claude Bouthillier.

- Grand maître de France :
  - 1594 – 1612 : Charles de Bourbon (1566-1612) Comte de Soissons et Comte de Dreux ;
  - 1612 – 1641 : Louis de Bourbon (1604-1641) Comte de Soissons, Comte de Clermont et de Dreux.

- Grand maître de l'artillerie de France :
  - 1599 : Maximilien de Béthune, duc de Sully ;
  - 1610 : Maximilien II de Béthune ;
  - 1634 : Charles de La Porte.

- Grand-maître de la navigation :
  - 1626 – 1642 : Armand Jean du Plessis de Richelieu ;
  - 1642 – 1646 : Jean Armand de Maillé.